# Colonnade du marché
La Colonnade du Marché (en tchèque : Tržní kolonáda ; en allemand : Marktkollonnade) est une colonnade de la ville thermale de Karlovy Vary en Tchéquie. Située sur la rive gauche de la rivière Teplá, elle est un monument culturel de la République tchèque. La colonnade recouvre la source Charles IV (à l'origine appelé Žrout), la source du château inférieur et la source du marché. L'édifice est une structure ouverte, richement sculptée, construite dans le style suisse. La colonnade du marché est fermée sur trois côtés par des murs en bois; sa façade est formée par une arcade à colonnes. Elle a été édifiée à l'endroit où se trouvait à l'origine la plus ancienne source thermale de Karlovy Vary. À l'origine, les sources étaient couvertes par un simple pavillon avec salle de promenade.

## Histoire de la construction
La colonnade du marché a été construite sur le site de l'ancien hôtel de ville de Karlovy Vary, démoli en 1875 comme la troisième des quatre colonnades actuelles de Karlovy Vary. La construction a été achevée en 1883 par le menuisier viennois Franz Oesterreicher. Initialement il s'agissait d'une construction temporaire, en raison du manque de fonds pour le projet, mais le bâtiment remplit encore sa fonction aujourd'hui.
Au début des années 1990, la colonnade du marché a fait l'objet d'une vaste reconstruction. Sur l'aile gauche de la colonnade au-dessus de la fontaine de la source Charles IV, il y a un relief en bronze d'Adolf Zörkel de 1939, qui relate la légende de la découverte de la Source Chaude. Ce relief se trouvait auparavant à la colonnade originale de Vřídelní.

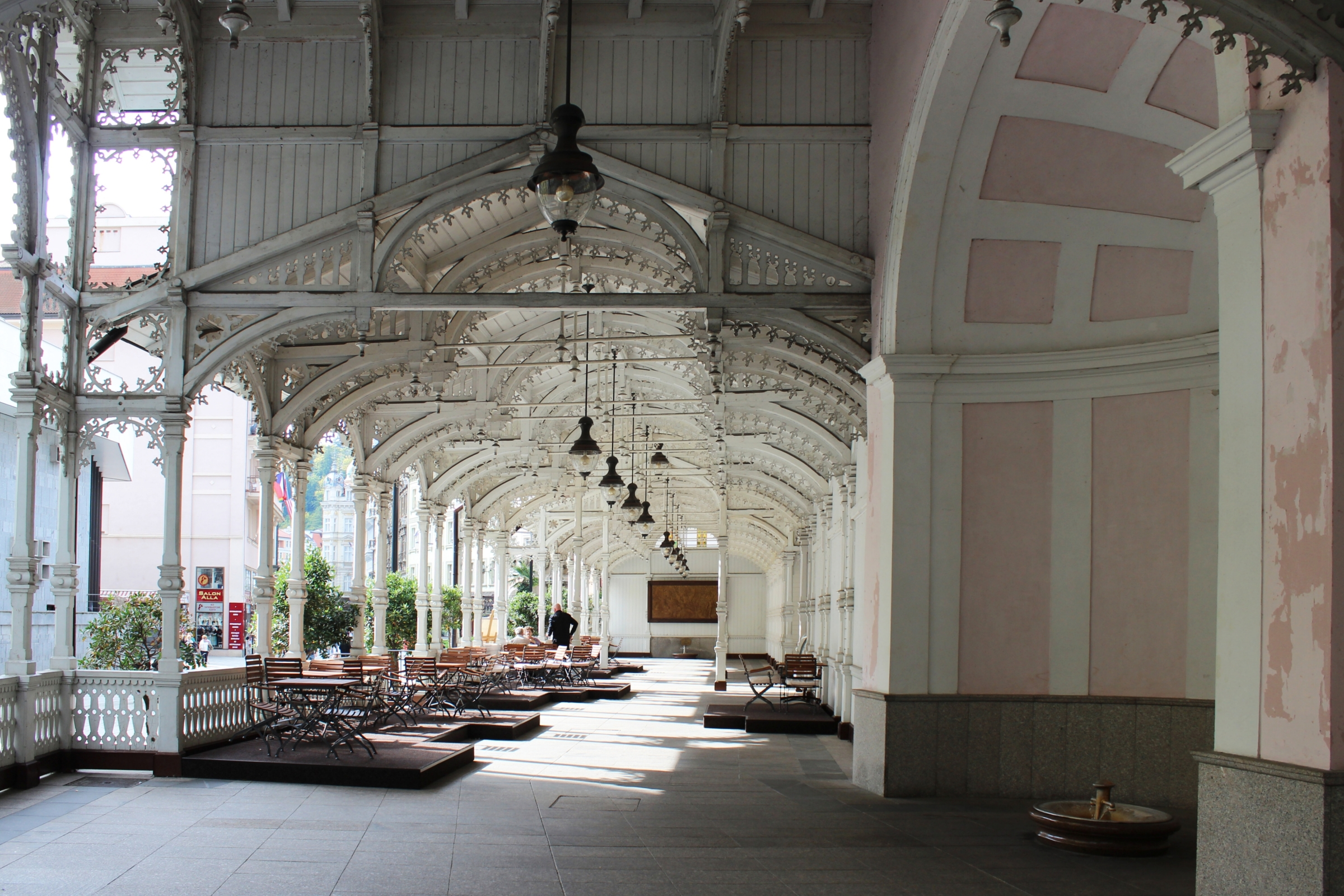
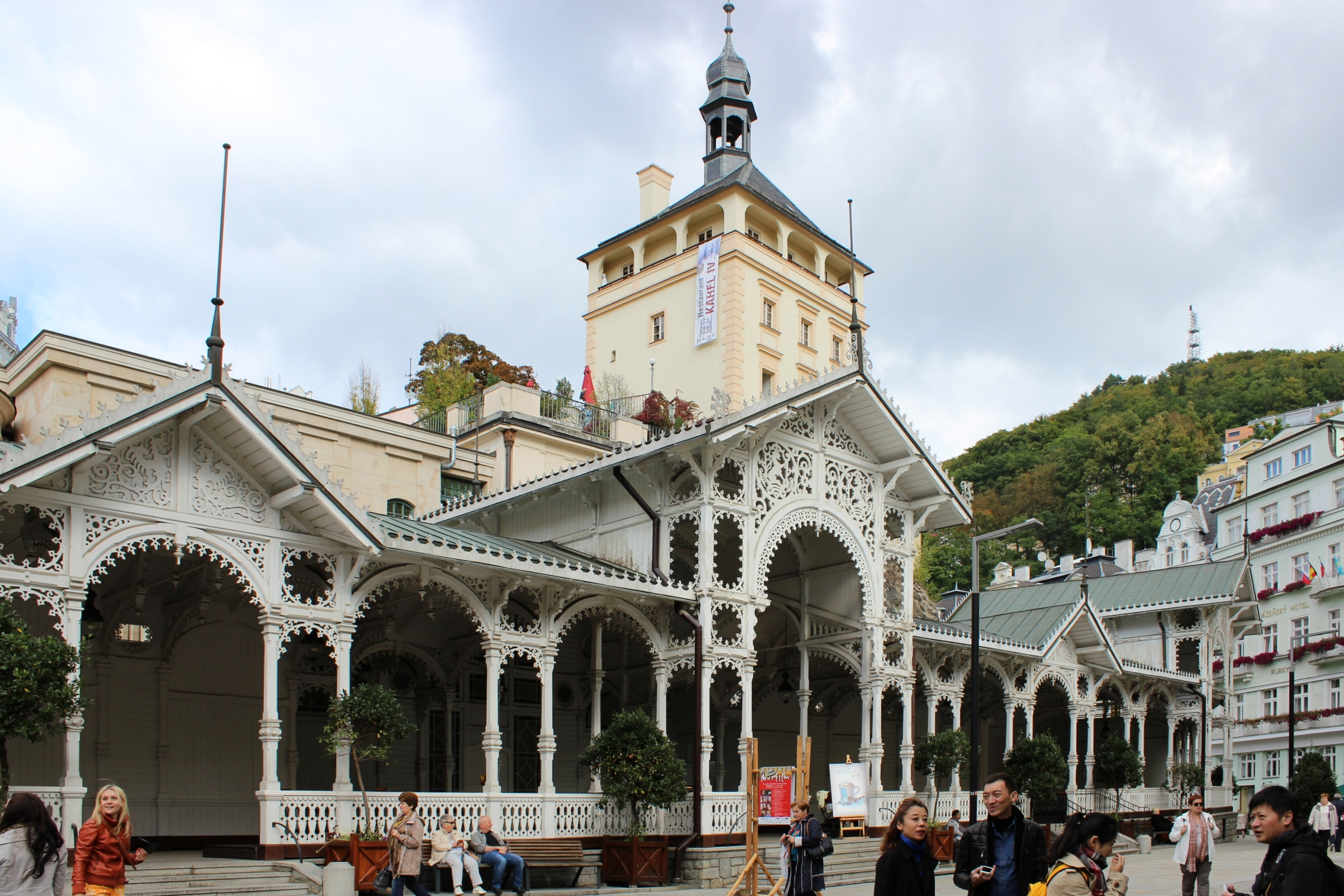
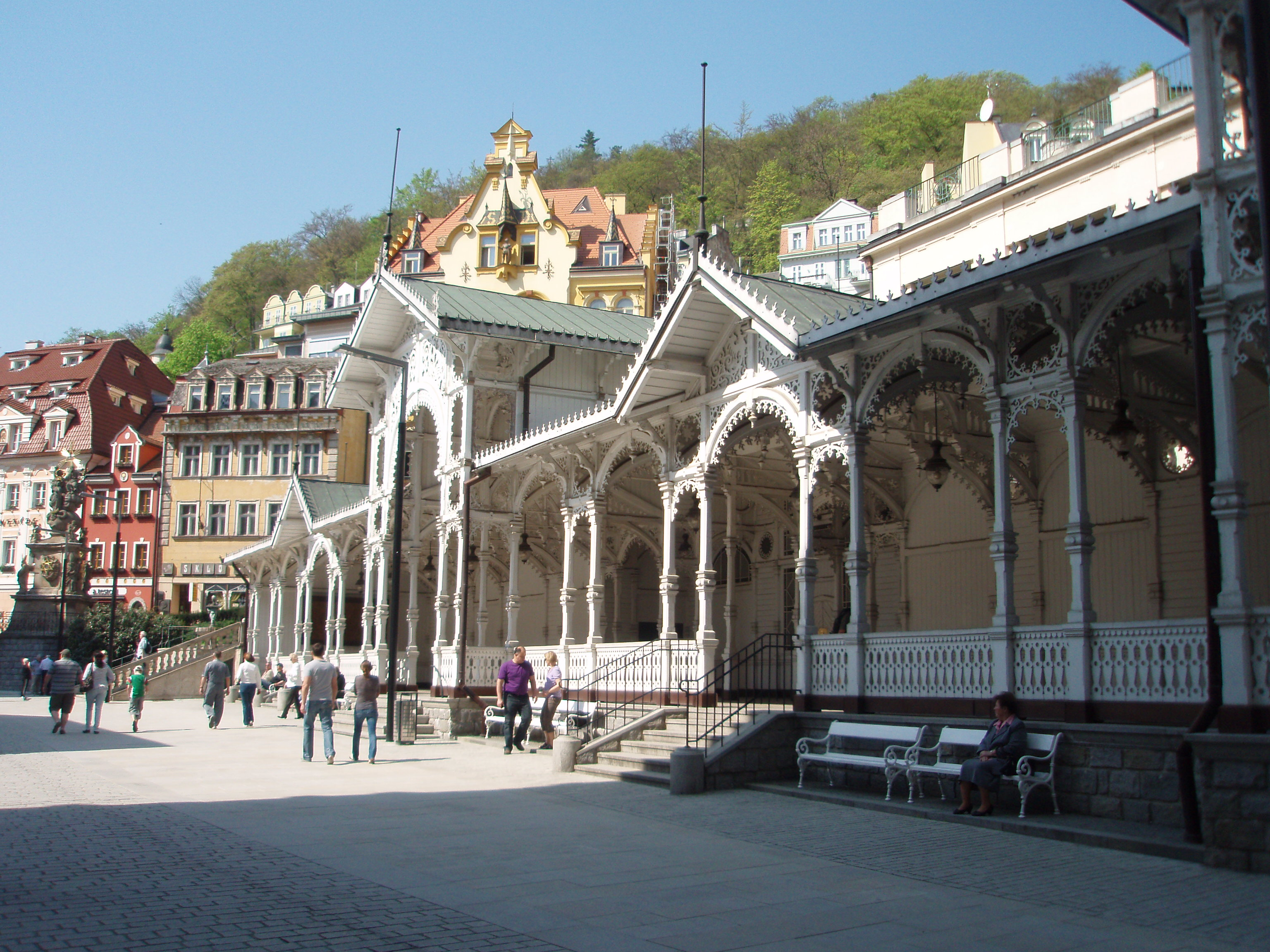